# Kościół Narodzenia św. Jana Chrzciciela w Kolsku
Kościół pw. Narodzenia świętego Jana Chrzciciela w Kolsku – zabytkowy rzymskokatolicki kościół parafialny należący do parafii pod tym samym wezwaniem (dekanat Sława diecezji zielonogórsko-gorzowskiej).

## Architektura
Jest to świątynia wzniesiona w stylu barokowym w 1724 roku na miejscu wcześniejszej wzmiankowanej w 1431 roku. Po pożarze w 1764 roku została odbudowana w 1767 roku. Budowla jest murowana, została zbudowana na planie prostokąta, posiada czworokątną wieżę, przechodzącą w górnej części w ośmiokąt, dobudowaną w 1815 roku. Wnętrze kościoła posiada barokowe wyposażenie. W prezbiterium jest umieszczony ołtarz główny wykonany w XVIII wieku a także rzeźba ukazująca Chrzest Pański.